# Universidade Normal de Quancim
A Universidade Normal de Quancim (em chinês tradicional: 廣西師範大學; chinês simplificado: 广西师范大学; pinyin: Guǎngxī shīfàn dàxué)  é uma universidade nacional localizada em Guilin da Região Autónoma Zhuang de Quancim, na República Popular da China. É uma das mais prestigiadas universidades em Quancim, e é também uma das mais antigas instituições de ensino superior.
A predecessora da escola foi fundada em 1932, tendo sido considerada universidade em 1953. Anteriormente conhecido como Faculdade Normal de Quancim, 1983 renomeado Universidade Normal de Quancim. Atualmente, conta com 21 faculdades e mais 59 cursos de pesquisas. Entre os seus professores famosos foi Huang Xianfan, um dos fundadores da antropologia Chinês. 

## Áreas de ensino
- Filosofia
- Economia
- Direito
- Educação
- Literatura
- História
- Ciência
- Engenharia
- Agricultura
- Gestão de ciência